# Aldbury
Aldbury è un paese di circa 800 abitanti della contea dell'Hertfordshire, in Inghilterra.